# Owa Odighizuwa
Owamagbe Odighizuwa (Columbus, 1º aprile 1991) è un giocatore di football americano statunitense che milita nel ruolo di defensive end per i New York Giants della National Football League (NFL).

## Biografia

### New York Giants
Dopo avere giocato al college a football a UCLA, Odighizuwa fu scelto nel corso del terzo giro (74º assoluto) del Draft NFL 2015 dai New York Giants. Debuttò come professionista subentrando nella gara del quarto turno contro i Buffalo Bills mettendo a segno 2 tackle. La sua stagione da rookie si concluse con quattro presenze.

## Statistiche
| Partite totali      | 4   |
| Partite da titolare | 0   |
| Tackle totali       | 3   |
| Sack                | 0,0 |
| Intercetti          | 0   |
| Fumble forzati      | 0   |

Statistiche aggiornate alla stagione 2015